# Wilchiwczyk (obwód czerkaski)
Wilchiwczyk (ukr. Вільхівчик) – wieś na Ukrainie, w obwodzie czerkaskim, w rejonie zwinogródzkim. W 2001 roku liczyła 255 mieszkańców.